# Herbert Knaup
Herbert Knaup (Sonthofen, 23 de março de 1956) é um ator alemão. Ele é mais conhecido internacionalmente por seus papéis coadjuvantes em Corra, Lola, Corra (1998) e A Vida dos Outros (2006).

## Filmografia parcial
- Coda (1978, Curta-metragem)
- Jaipur Junction (1982) .... Tommy
- Waller's Last Trip (1989) .... Waller (jovem)
- The Invincibles (1994) .... Karl Simon
- Unschuldsengel (1994) (1994, Filme para TV) .... Paul Hansen
- Brother of Sleep (1995) .... Cantor Goller / Maestro Goller
- Magic Girl (1995, Filme para TV) .... Horst
- Warshots (1996) .... Jan Loy
- Father's Day (1996) .... Thomas
- Die Musterknaben – Der Film (1997, Filme para TV) .... Kamphausen
- Run Lola Run (1998) .... Vater
- Blind Date - Flirt mit Folgen (1998) .... Markus
- Jimmy the Kid (1998) .... Dortmunder
- Fever (1998) .... Doermer
- Die Braut (1999) .... Johann Wolfgang von Goethe
- Our Island in the South Pacific (1999) .... Albert
- Ne günstige Gelegenheit (1999) .... Lorenz Kellermann
- Ordinary Decent Criminal (2000) .... De Heer
- Marlene (2000) .... Rudolf Sieber
- Nuremberg (2000, Minissérie) .... Albert Speer
- Anna's Summer (2001) .... Max Feldmann
- Nowhere in Africa (2001) .... Walter Redlich (voz)
- Deseo (2002) .... Bremen
- Ganz und gar (2003) .... Manfred
- Anatomy 2 (2003) .... Prof. Charles Müller-LaRousse
- Distant Lights (2003) .... Klaus Fengler
- Angst (2003) .... Wolfgang
- Hamlet_X (2003) .... Laertes
- Agnes and His Brothers (2004) .... Werner Tschirner
- Rock Crystal (2004) .... Paul
- Atomised (2006) .... Sollers
- The Lives of Others (2006) .... Gregor Hessenstein
- Der Untergang der Pamir (2006, Filme para TV) .... Kapitän Ludwig Lewerenz
- Crusade in Jeans (2006) .... Carlo Bennatti
- Du bist nicht allein (2007) .... Kurt Wellinek
- Day of Disaster (2007, Filme para TV) .... Martin Feldmann
- Stellungswechsel (2007) .... Giselher
- Die Geschichte vom Brandner Kaspar (2008) .... Erzengel Michael
- This Is Love (2009) .... Dominik
- Sisi (2009, Filme para televisão) .... Maximiliano José, Duque na Baviera
- Kluftinger (2009–2016, série de TV) .... Kluftinger
- Jerry Cotton (2010) .... Mr. High
- Bon Appétit (2010) .... Thomas
- Eichmanns Ende – Liebe, Verrat, Tod (2010, Filme para TV) .... Adolf Eichmann
- No More Mr. Ice Guy (2011) .... Rainer Berg
- In Darkness (2011) .... Ignacy Chiger
- Der Mann mit dem Fagott (2011, Filme para TV) .... Erwin Bockelmann
- Hotel Desire (2011, curta-metragem) .... Gerente do hotel
- Die Heimkehr (2012, Filme para TV) .... Bürgermeister
- Schutzengel (2012) .... Henri Brietner
- Move (2012) .... Vater Dina
- Das Kleine Gespenst (2013) .... relojoeiro Zahlle
- Therapy Crashers (2014) .... Georg Trautmann
- Master of Death (2015, Filme para TV) .... Moritz Hollstein
- Die Kanzlei (2015-presente, série de TV) .... Markus Gellert
- Die letzte Sau (2016) .... Narrador
- Eine Hochzeit platzt selten allein (2019) .... Oliver Wackernagel
- Einfach mal was Schönes (2022) .... Robert